# Олейников, Алексей Владимирович
Алексе́й Влади́мирович Оле́йников (род. 10 августа 1972, Кисловодск, Ставропольский край) — советский и российский легкоатлет, специалист по бегу на средние дистанции. Выступал за сборные СССР, СНГ и России в 1990-х годах, обладатель серебряной медали чемпионата Европы среди юниоров, чемпион России в беге на 800 метров, действующий рекордсмен России в эстафете 4 × 800 метров. Представлял город Ставрополь. Мастер спорта СССР. Спортивный судья и функционер.

## Биография
Алексей Олейников родился 10 августа 1972 года в Кисловодске, Ставропольский край. Окончил Ставропольский государственный университет (2004).
Впервые заявил о себе в лёгкой атлетике на международном уровне в сезоне 1990 года, когда вошёл в состав советской сборной и выступил на юниорском мировом первенстве в Пловдиве, где дошёл до полуфинала в беге на 800 метров и занял четвёртое место в эстафете 4 × 400 метров.
В 1991 году в дисциплине 800 метров одержал победу на соревнованиях в Ростове-на-Дону, завоевал серебряную награду на юниорском европейском первенстве в Салониках.
В 1992 году в эстафете 4 × 800 метров выиграл бронзовую медаль на соревнованиях в британском Шеффилде, в беге на 800 метров превзошёл всех соперников на чемпионате СНГ в Москве.
В 1993 году победил в дисциплине 600 метров на турнире «Русская зима» в Москве и в дисциплине 800 метров на зимнем чемпионате России в Москве. Позднее вместе с соотечественниками стал серебряным призёром в эстафете 4 × 800 метров на соревнованиях Pearl European Relays в Портсмуте, установив при этом ныне действующий рекорд России в данной дисциплине — 7.11,96. На летнем чемпионате России в Москве с личным рекордом 1:47.09 победил в 800-метровом беге.
В 1998 году на зимнем чемпионате России в Москве занял четвёртое место в беге на 800 метров.
В 1999 году на следующем зимнем чемпионате России в Москве был седьмым с личным рекордом на 800 метрах в помещении — 1:51.54.
На зимнем чемпионате России 2000 года в Волгограде в финал не вышел и на этом завершил спортивную карьеру.
Впоследствии участвовал в соревнованиях по лёгкой атлетике в качестве судьи. Спортивный судья всероссийской категории.
С ноября 2021 года исполняет обязанности директора ставропольской краевой Спортивной школы олимпийского резерва по художественной гимнастике.